# Australoheros tembe
Australoheros tembe är en fiskart som först beskrevs av Casciotta, Gómez och Toresanni, 1995.  Australoheros tembe ingår i släktet Australoheros och familjen Cichlidae. Inga underarter finns listade.